# Heráclito y Demócrito (Bramante)
Heráclito y Demócrito es un cuadro del arquitecto y pintor Donato d'Angelo Bramante, realizado en 1477, que se encuentra en la Pinacoteca de Brera, Milán, Italia.
En la obra, Bramante representa con una fuerte influencia de la técnica de Mantegna, la conversación entre los famosos filósofos Heráclito y Demócrito. En un fresco que imita al relieve en piedra, Bramante manifiesta lo que fue común en otros muchos pintores del Quattrocento: la representación de personajes prominentes como santos o filósofos con aspecto pétreo para realzar su dignidad.
Bramante inaugura la iconografía del tema artístico de Heráclito y Demócrito como "filósofo que ríe" y "filósofo que llora" en una conversación y en medio de ellos, un globo terrestre con los continente hasta entonces conocidos. La representación de los dos filósofos manifestando las dos facetas del humor, el triste y el alegre, fue muy representado por los artistas del Renacimiento y el Barroco.

## Véase también

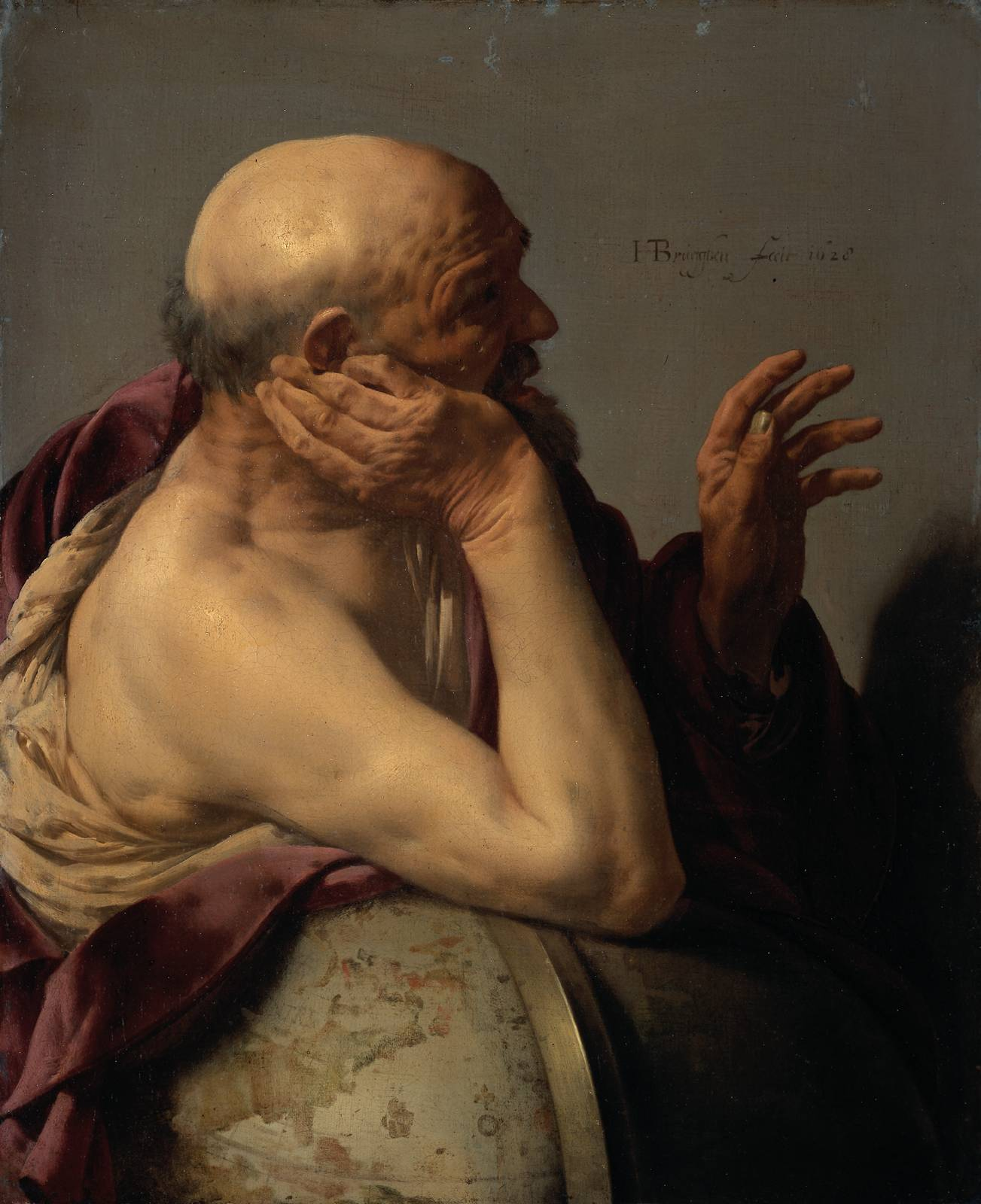
Heráclito llorando, 1628, Hendrick ter Brugghen.